# Cobalt(II,III)-sulfid
Cobalt(II,III)-sulfid ist eine chemische Verbindung aus der Gruppe der Sulfide.

## Vorkommen
In der Natur findet sich Cobalt(II,III)-sulfid in Form des Minerals Linneit.

## Gewinnung und Darstellung
Cobalt(II,III)-sulfid lässt sich direkt aus den Elementen darstellen.
{\displaystyle \mathrm {3\ Co+4\ S\longrightarrow Co_{3}S_{4}} }

## Eigenschaften
Cobalt(II,III)-sulfid ist ein Feststoff der sich bei Temperaturen über 480 °C zersetzt. Er besitzt eine kubische Kristallstruktur vom Spinell-Typ (Raumgruppe Fd3m (Raumgruppen-Nr. 227); a = 9,406 Å).